# César Manrique

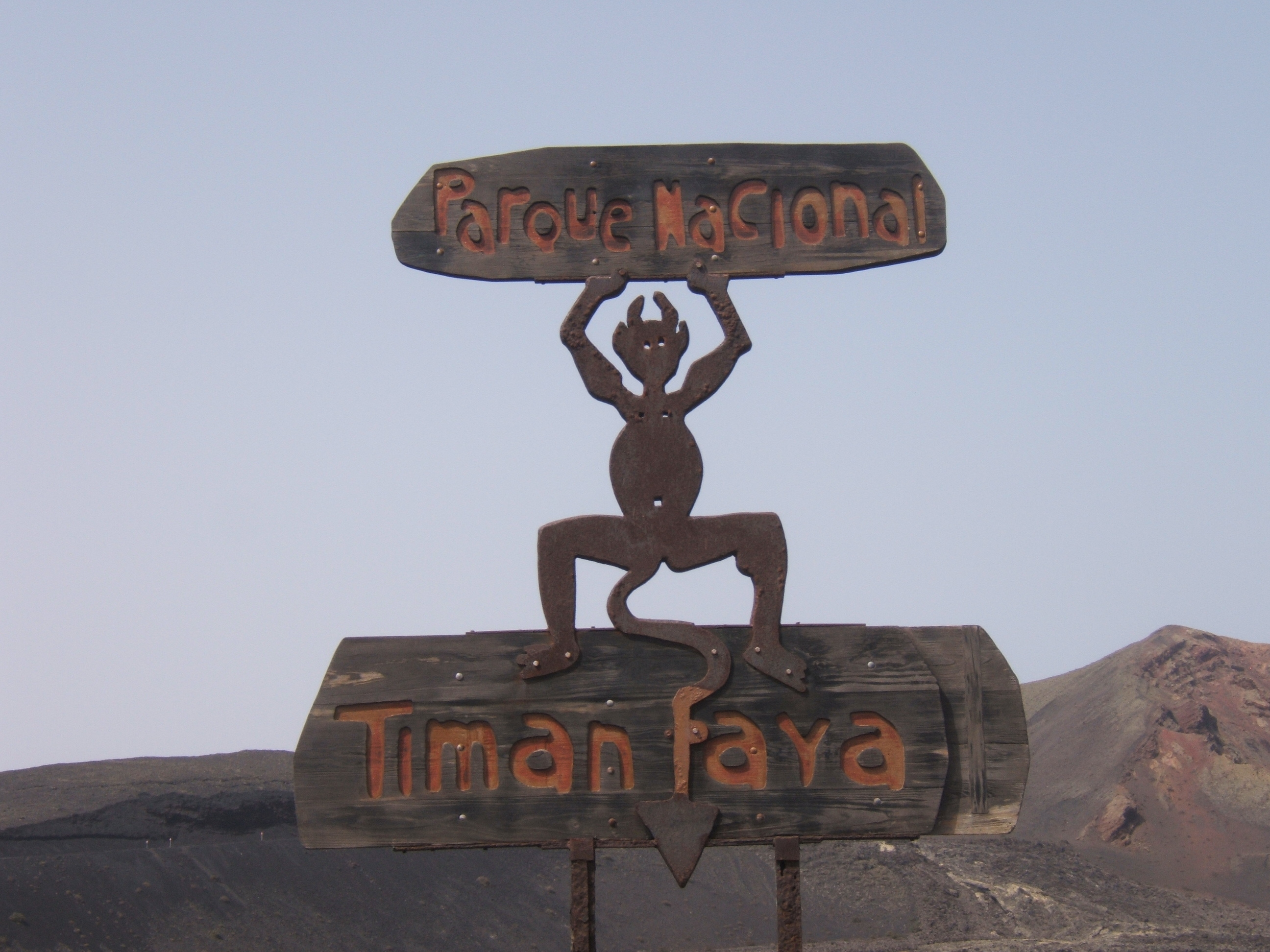
El Diablo - symbol parku Timanfaya zaprojektowany przez Manrique

César Manrique Cabrera (ur. 24 kwietnia 1919 w Arrecife, zm. 25 września 1992 w Teguise) – hiszpański malarz, rzeźbiarz, architekt, działacz ekologiczny przez większość swego życia związany z wyspą Lanzarote w archipelagu Wysp Kanaryjskich.
W czasie wojny domowej w Hiszpanii ochotniczo służył w siłach generała Franco. W 1939 powrócił na Lanzarote. Swoją pierwszą wystawę zorganizował w 1942 w rodzinnym Arrecife. W 1945 wstąpił do madryckiej Academia de Bellas Artes de San Fernando. W tym okresie tworzył głównie abstrakcyjne prace, będąc pod wyraźnym wpływem Picassa i Matisse'a.
W 1964 wyjechał do Nowego Jorku, gdzie był gościem kubańskiego artysty Waldo Diaz-Balarta. Tam też poznał swojego wielbiciela i mecenasa Nelsona Rockefellera. Swoje prace wystawiał z powodzeniem w prestiżowej nowojorskiej galerii Catherine Viviano i Muzeum Guggenheim. Podczas pobytu w Nowym Jorku ujawnił się jego biseksualizm. Kochał piękno ludzkiego ciała.
W 1968 powrócił na Lanzarote, gdzie rozpoczął swoją działalność mającą wpływ na obecny wygląd wyspy. Dążył do zachowania tradycyjnego budownictwa, był przeciwny ustawianiu tablic reklamowych, wychodząc z założenia, że szpecą one krajobraz. Zamieszkał w domu w korycie wyschniętego potoku Taro de Tahiche, którego parter został umieszczony w naturalnych skalnych jamach powstałych po erupcji wulkanu. Obecny wygląd wyspa zawdzięcza jego działalności - oprócz jego domu, w którym obecnie działa fundacja jego imienia, stworzył między innymi El Diablo symbol parku Timanfaya, Mirador del Rio, Jardin de Cactus oryginalny ogród kaktusów, ogrody i baseny w hotelu Los Salinas w Costa Teguise, Jameos del Agua - sala koncertowa wewnątrz skalnej, powulkanicznej groty. Tworzył też ruchome rzeźby, które nazywał Wind Toys, które obecnie zdobią wyspę.
Jego działalność w zakresie działań na rzecz zachowania dziedzictwa kulturowego Lanzarote została między innymi uhonorowana przyznaniem w 1986 nagrody Europa Nostra.
Zginął w wypadku samochodowym niedaleko własnego domu.